# Пра Лентино (Бергамо)
Пра Лентино је насеље у Италији у округу Бергамо, региону Ломбардија.
Према процени из 2011. у насељу је живело 73 становника. Насеље се налази на надморској висини од 456 м.